# 缓和镇静
缓和镇静（palliative sedation)，也称临终镇静（terminal sedation），在医学上指通过持续皮下注射或静脉滴注镇静剂来减轻临终病人痛苦的方法。

## 常见条件
临终关怀中对有痛苦症状的临终病人，应优先采取常规对症治疗，例如用止痛药控制疼痛，用精神药品控制譫妄等。
如果常规对症治疗无效或者不能立即见效，而病人预期的存活时间又很短（一般几小时到几天）的时候，医师可以考虑给予镇静剂，使病人的痛苦感受降低到可以容忍或全部消失，甚至使其处于全无知觉的状态。施行缓和镇静与否、如何施行，都需要在医师和病人或/和其家属在讨论后共同决定。
常用的镇静剂为苯二氮䓬类药物如咪达唑仑（midazolam）。其他药物有巴比妥酸盐、异丙酚（propofol）等。一般不使用吗啡等阿片类药，因为这些药很快产生耐药性，而且在大剂量容易导致病人激动不安。
给药后的病人应有医师或护士留守在身边，以便随时观察情况，调整药量。药量以能够控制症状的最小剂量为准。如果症状自行减轻/消失，或者已经使用的常规治疗开始生效的时候，应予停药。否则可以持续缓和镇静，直到病人死亡为止。
缓和镇静主要用于控制导致肉体痛苦的生理症状。如果病人的痛苦是出于心理原因（例如畏惧死亡），是否进行临终镇静应在综合会诊后决定。

## 伦理、法律地位
伦理学和法律一般认为缓和镇静和安乐死有根本的不同：安乐死是人为故意加速或导致死亡，而缓和镇静则多不会造成加速死亡的结果。在少数情况下，缓和镇静的确会缩短病人存活时间，但其治疗目的仍然是减轻痛苦，加速死亡只是一个可能的副作用。因此各方面对缓和镇静的争议不大。